# Teslić
Teslić (în sârbă Теслић) este un oraș și o comună situate în Republika Srpska, o entitate din statul modern Bosnia și Herțegovina. Se află în partea centrală a Republicii Srpska, pe malul râului Usora. În 2013, orașul avea o populație de 7.518 locuitori, în timp ce comuna avea 38.536 de locuitori. 
La aproximativ 5 km (3,1 mi) spre sud-est de centrul orașului se află un loc în care se află pietrele mormântelor medievale ale Ducelui Momčilo. De asemenea, pădurea Solila este situată pe muntele Borja, aici un grup de partizani au fost uciși în timpul Războiului de Eliberare Națională a Popoarelor Iugoslaviei. 

## Istorie
Orașul a fost locuit din secolul al XIX-lea odată cu prima industrializare a Bosniei și Herțegovinei. Principalele industrii sunt produsele din lemn și industria chimică. Cu mult înainte ca Tesliċ să înceapă să se dezvolte, există dovezi arheologice că Čečava, un sat din apropiere, a existat încă din secolul al X-lea. 
Din 1929 până în 1941, Teslić a făcut parte din Banovina Vrbas din Regatul Iugoslaviei. 
Teslić a fost până la sfârșitul anilor 1950 unul dintre cele mai mari centre industriale din Bosnia și Herțegovina. Astăzi industria din Tesliċ se bazează mai ales pe producția de lemn, lapte, îmbrăcăminte, telecomunicații, industria electronică, industria metalică și construcția de clădiri. 
Tesliċ este cunoscut și ca destinație turistică, în principal din cauza centrului Banja Vrućica, un spa de sănătate pentru vindecarea bolilor cardio-vasculare. Cu un complex de cinci hoteluri și o capacitate de peste 1000 de paturi, Banja Vrućica are cea mai mare capacitate turistică din Bosnia și Herțegovina. Muntele din apropiere, Borja, este o destinație turistică atractivă, cu două hoteluri și baze sportive. 

## Date demografice
Conform rezultatelor recensământului din 2013, comuna Teslić avea o populație de 38.536 de locuitori. 

### Populație
| Populația localităților – comuna Teslić | Populația localităților – comuna Teslić | Populația localităților – comuna Teslić | Populația localităților – comuna Teslić | Populația localităților – comuna Teslić | Populația localităților – comuna Teslić | Populația localităților – comuna Teslić | Populația localităților – comuna Teslić | Populația localităților – comuna Teslić |
| --------------------------------------- | --------------------------------------- | --------------------------------------- | --------------------------------------- | --------------------------------------- | --------------------------------------- | --------------------------------------- | --------------------------------------- | --------------------------------------- |
|                                         | Localitate                              | 1938.                                   | 1953.                                   | 1961.                                   | 1971.                                   | 1981.                                   | 1991.                                   | 2013.                                   |
|                                         | Total                                   | 35,933                                  | 39,764                                  |                                         | 52,713                                  | 60,434                                  | 59,854                                  | 38,536                                  |
| 1                                       | Banja Vrućica                           |                                         |                                         |                                         |                                         |                                         | 2,637                                   | 2,181                                   |
| 2                                       | Bardaci                                 |                                         |                                         |                                         |                                         |                                         | 653                                     | 288                                     |
| 3                                       | Barići                                  |                                         |                                         |                                         |                                         |                                         | 1,151                                   | 1,350                                   |
| 4                                       | Bijelo Bučje                            |                                         |                                         |                                         |                                         |                                         | 1,642                                   | 483                                     |
| 5                                       | Blatnica                                |                                         |                                         |                                         |                                         |                                         | 2,890                                   | 1,231                                   |
| 6                                       | Buletić                                 |                                         |                                         |                                         |                                         |                                         | 2,419                                   | 1,588                                   |
| 7                                       | Čečava                                  |                                         |                                         |                                         |                                         |                                         | 2,616                                   | 1,581                                   |
| 8                                       | Donji Očauš                             |                                         |                                         |                                         |                                         |                                         | 328                                     | 257                                     |
| 9                                       | Donji Ranković                          |                                         |                                         |                                         |                                         |                                         | 963                                     | 910                                     |
| 10                                      | Donji Ružević                           |                                         |                                         |                                         |                                         |                                         | 2,060                                   | 1,310                                   |
| 11                                      | Đulići                                  |                                         |                                         |                                         |                                         |                                         | 1,512                                   | 2,086                                   |
| 12                                      | Gomjenica                               |                                         |                                         |                                         |                                         |                                         | 970                                     | 582                                     |
| 13                                      | Gornja Radnja                           |                                         |                                         |                                         |                                         |                                         | 1,033                                   | 530                                     |
| 14                                      | Gornja Vrućica                          |                                         |                                         |                                         |                                         |                                         | 1,590                                   | 387                                     |
| 15                                      | Gornje Liplje                           |                                         |                                         |                                         |                                         |                                         | 698                                     | 475                                     |
| 16                                      | Gornji Očauš                            |                                         |                                         |                                         |                                         |                                         | 959                                     | 526                                     |
| 17                                      | Gornji Ranković                         |                                         |                                         |                                         |                                         |                                         | 1,249                                   | 754                                     |
| 18                                      | Gornji Ružević                          |                                         |                                         |                                         |                                         |                                         | 661                                     | 469                                     |
| 19                                      | Gornji Teslić                           |                                         |                                         |                                         |                                         |                                         | 1,489                                   | 1,885                                   |
| 20                                      | Jasenova                                |                                         |                                         |                                         |                                         |                                         | 662                                     | 216                                     |
| 21                                      | Kamenica                                |                                         |                                         |                                         |                                         |                                         | 1,667                                   | 1,300                                   |
| 22                                      | Mladikovine                             |                                         |                                         |                                         |                                         |                                         | 2,406                                   | 1,435                                   |
| 23                                      | Osivica                                 |                                         |                                         |                                         |                                         |                                         | 1,214                                   | 607                                     |
| 24                                      | Pribinić                                |                                         |                                         |                                         |                                         |                                         | 1,996                                   | 1,298                                   |
| 25                                      | Radešići                                |                                         |                                         |                                         |                                         |                                         | 489                                     | 231                                     |
| 26                                      | Rajševa                                 |                                         |                                         |                                         |                                         |                                         | 763                                     | 356                                     |
| 27                                      | Rastuša                                 |                                         |                                         |                                         |                                         |                                         | 1,266                                   | 592                                     |
| 28                                      | Rudo Polje                              |                                         |                                         |                                         |                                         |                                         | 543                                     | 740                                     |
| 29                                      | Šnjegotina Gornja                       |                                         |                                         |                                         |                                         |                                         | 909                                     | 538                                     |
| 30                                      | Stenjak                                 |                                         |                                         |                                         |                                         |                                         | 1,740                                   | 1,071                                   |
| 31                                      | Teslić                                  |                                         |                                         | 3,803                                   | 4,874                                   | 6,660                                   | 8,655                                   | 7,518                                   |
| 32                                      | Ugodnovići                              |                                         |                                         |                                         |                                         |                                         | 927                                     | 448                                     |
| 33                                      | Ukrinica                                |                                         |                                         |                                         |                                         |                                         | 1,159                                   | 649                                     |
| 34                                      | Vitkovci                                |                                         |                                         |                                         |                                         |                                         | 1,307                                   | 786                                     |
| 35                                      | Vlajići                                 |                                         |                                         |                                         |                                         |                                         | 839                                     | 329                                     |
| 36                                      | Žarkovina                               |                                         |                                         |                                         |                                         |                                         | 486                                     | 313                                     |

### Compoziție etnică
Populația din Teslić, după etnie, conform recensămintelor din 1971, 1981, 1991 și 2013 a fost următoarea:

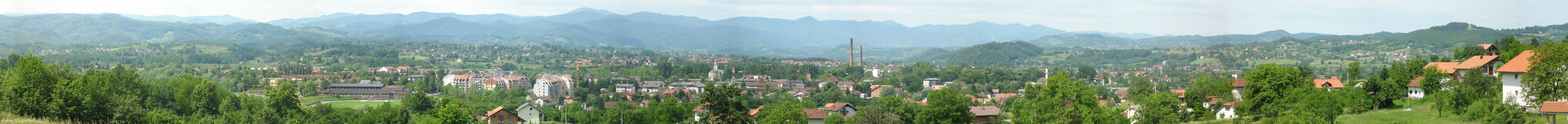
Panoramă

| Naționalitate | 2013.          | 1991.          | 1981.          | 1971.          |
| Total         | 7.518 (100,0%) | 8.655 (100,0%) | 6.660 (100,0%) | 4.874 (100,0%) |
| sârbi         |                | 3.571 (41,26%) | 2.465 (37,01%) | 1.951 (40,03%) |
| iugoslavi     |                | 1.987 (22,96%) | 1.557 (23,38%) | 69 (1.416%)    |
| bosniaci      |                | 1.889 (21,83%) | 1 568 (23,54%) | 1.595 (32,72%) |
| croați        |                | 766 (8.850%)   | 954 (14,32%)   | 1.103 (22,63%) |
| Alții         |                | 442 (5.107%)   | 57 (0,856%)    | 102 (2.093%)   |
| muntenegreni  |                |                | 51 (0,766%)    | 34 (0,698%)    |
| sloveni       |                |                | 7 (0,105%)     | 10 (0,205%)    |
| macedoneni    |                |                | 1 (0,015%)     | 1 (0,021%)     |
| albanezi      |                |                |                | 9 (0,185%)     |

| Naționalitate | 2013.           | 1991.           | 1981.           | 1971.           |
| Total         | 38.536 (100,0%) | 59.854 (100,0%) | 60.434 (100,0%) | 52.713 (100,0%) |
| sârbi         | 29.041 (75,36%) | 32.962 (55,07%) | 35.024 (57,95%) | 32.756 (62,14%) |
| bosniaci      | 7184 (18,64%)   | 12.802 (21,39%) | 11.148 (18,45%) | 10.000 (18,97%) |
| croați        | 1.442 (3.742%)  | 9.525 (15,91%)  | 10.744 (17,78%) | 9.467 (17,96%)  |
| Alții         | 869 (2.255%)    | 1.100 (1.838%)  | 204 (0,338%)    | 285 (0,541%)    |
| iugoslavi     |                 | 3.465 (5.789%)  | 3 155 (5.221%)  | 108 (0,205%)    |
| muntenegreni  |                 |                 | 93 (0,154%)     | 67 (0,127%)     |
| rromi         |                 |                 | 43 (0,071%)     |                 |
| sloveni       |                 |                 | 8 (0,013%)      | 18 (0,034%)     |
| albanezi      |                 |                 | 8 (0,013%)      | 9 (0,017%)      |
| macedoneni    |                 |                 | 7 (0,012%)      | 3 (0,006%)      |

## Economie
Următorul tabel oferă o previzualizare a numărului total de persoane înregistrate angajate de persoane juridice după activitatea lor principală (în 2018):
| Activitate                                                                     | Total |
| ------------------------------------------------------------------------------ | ----- |
| Agricultură, silvicultură și pescuit                                           | 290   |
| Minerit și cariere                                                             | 1     |
| Fabricație                                                                     | 2910  |
| Alimentare cu energie electrică, gaz, abur și aer condiționat                  | 55    |
| Rezerva de apa; activități de canalizare, gestionare și remediere a deșeurilor | 125   |
| Construcții                                                                    | 445   |
| Comerț cu ridicata și cu amănuntul, reparații de autovehicule și motociclete   | 1139  |
| Transport și depozitare                                                        | 252   |
| Cazare și servicii alimentare                                                  | 527   |
| Informație și comunicare                                                       | 20    |
| Activități financiare și de asigurare                                          | 52    |
| Activități imobiliare                                                          | 3     |
| Activități profesionale, științifice și tehnice                                | 85    |
| Activități de servicii administrative și de asistență                          | 8     |
| Administrație publică și apărare; securitate socială obligatorie               | 330   |
| Educație                                                                       | 681   |
| Sănătate umană și activități de muncă socială                                  | 330   |
| Arte, divertisment și recreere                                                 | 29    |
| Alte activități de servicii                                                    | 117   |
| Total                                                                          | 7399  |

## Oameni notabili
- Borki Predojević, jucător de șah profesionist
- Dragan Blatnjak, fotbalist
- Drago Đurić, fost om de afaceri
- Vladimir Petrović, fotbalist
- Željka Cvijanović, președintele Republicii Srpska
- Drăgan Bogdanic, Ministrul Sănătății și Asistenței Sociale al Republicii Srpska